# Norske-eilanden
De Norske-eilanden (Deens: Norske Øer, vertaald Noorse Eilanden) is een eilandengroep van twee onbewoonde eilanden in het noordoosten van Groenland in de Groenlandzee. Administratief behoren ze tot het Nationaal park Noordoost-Groenland. De eilandengroep kreeg haar naam van de Deense Expeditie van 1906-1908, ter ere van de twee Noorse expeditieleden.

## Geografie
De Norske-eilanden liggen vlak bij Kaap Drygalsky, voor de kust van Lambertland. De groep ligt ten noordoosten van de Jøkelbugten en ten zuidoosten van de Nioghalvfjerdsfjorden van de Nioghalvfjerdsgletsjer. Ten zuiden van de eilandengroep liggen de Franske-eilanden en ten zuidoosten liggen Schnauder Ø en de Achton Friis Eilanden. Ver naar het noordoosten ligt Tobiaseiland.
Er zijn twee hoofdeilanden in de groep: Store Norske en het kleinere Lille Norske. De twee eilanden worden door een kleine sound van elkaar gescheiden. Er bevinden zich ook nog een aantal kleinere eilanden in de groep. Store Norske heeft een oppervlakte van 186,4 km² en een kustomtrek van 68,9 km. 